# جیمی لی کرتیس
جیمی لی کرتیس (انگلیسی: Jamie Lee Curtis؛ زاده ۲۲ نوامبر ۱۹۵۸) بازیگر، تهیه‌کننده، نویسنده و کنشگر آمریکایی است. او دریافت‌کنندهٔ چندین جایزه از جمله دو جایزه گلدن گلوب، یک جایزه فیلم آکادمی بریتانیا یک جایزه اسکار و یک ستاره در پیاده‌روی مشاهیر هالیوود است.
کرتیس اولین بار با بازی در نقش ستوان باربارا دوران در سریال کمدی ABC عملیات پتی‌کت (۱۹۷۷–۱۹۷۸) به شهرت رسید. در سال ۱۹۷۸، او اولین فیلم بلند خود را با بازی در نقش لوری استرود در فیلم برجسته جان کارپنتر به نام هالووین انجام داد، که او را به عنوان یک ملکه جیغ معرفی کرد و منجر به ساخت مجموعه‌ای از قطعات در فیلم‌های ترسناک مانند مه، شب پروم و قطار وحشت شد. او نقش لوری را در دنباله‌های این فرنجایز از جمله هالووین ۲ (۱۹۸۱)، هالووین اچ۲۰: ۲۰ سال بعد (۱۹۹۸)، هالووین: رستاخیز (۲۰۰۲)، هالووین (۲۰۱۸)، هالووین می‌کشد (۲۰۲۱) و هالووین به پایان می‌رسد (۲۰۲۱) بازی کرد. در سال ۱۹۹۷، او به تالار مشاهیر فانگوریا معرفی شد.
آثار سینمایی کرتیس ژانرهای زیادی را در بر می‌گیرد، از جمله کمدی‌های کالت اماکن تجاری (۱۹۸۳) که برای آن برنده جایزهٔ فیلم بفتا برای بهترین بازیگر نقش مکمل زن شد، و ماهی‌ای به نام وندا (۱۹۸۸) که برای آن نامزدی بفتا را برای بهترین بازیگر نقش اول زن دریافت کرد. نقش او در فیلم کمال در سال ۱۹۸۵ باعث شهرت او به عنوان یک نماد جذابیت شد. او برای بازی در نقش هلن تاسکر در فیلم اکشن دروغ‌های حقیقی (۱۹۹۴) از جیمز کامرون برنده جایزه گلدن گلوب برای بهترین بازیگر زن، جایزه کمدی آمریکایی و جایزه ساترن بهترین بازیگر نقش اول زن شد. از دیگر آثار برجسته کرتیس می‌توان به فولاد آبی (۱۹۹۰)، دختر من (۱۹۹۱)، همیشه جوان (۱۹۹۲)، پسران مادران (۱۹۹۳)، ویروس (۱۹۹۹)، غرق شدن مونا (۲۰۰۰)، خیاط پاناما (۲۰۰۱)، جمعه عجیب (۲۰۰۳)، کریسمس در کنار خانواده کرنک (۲۰۰۴)، بورلی هیلز چی‌واوا (۲۰۰۸)، دوباره تو (۲۰۱۰)، لوازم یدکی (۲۰۱۵)، چاقوکشی (۲۰۱۹)، و همه‌چیز همه‌جا به یکباره (۲۰۲۲) اشاره کرد. تا به امروز، فیلم‌های او بیش از ۲٫۳ میلیارد دلار در گیشه فروش داشته‌اند.
کرتیس برای بازی در نقش هانا میلر در سریال همه‌چیز به جز عشق (۱۹۸۹–۱۹۹۲) برندهٔ جایزه برگزیده مردم و برای بازی در فیلم تلویزیونی هدیه نیکلاس (۱۹۹۸) نامزد جایزه امی ساعات پربیننده برای بهترین بازیگر زن شد. او همچنین در نقش کتی مونش در سریال بسیار تحسین‌شدهٔ ملکه‌های جیغ (۲۰۱۵–۲۰۱۶) از فاکس بازی کرد، که برای آن هفتمین نامزدی گلدن گلوب خود را دریافت کرد. کرتیس کتاب‌های متعددی برای کودکان نوشته‌است، که اولین کتابش در ۱۹۹۸، امروز احساس احمقانه می‌کنم و حال و هوای دیگری که روزم را می‌سازد، به فهرست پرفروش‌ترین‌های نیویورک تایمز دست یافت. او همچنین یک وبلاگ‌نویس برای هافینگتون پست است.
کرتیس دختر جنت لی و تونی کرتیس است. او با کریستوفر گست ازدواج کرده‌است که با او دو فرزندخوانده به نام‌های آنی و روبی دارد. کرتیس به دلیل ازدواج با گست، که پنجمین بارون هادن-گست در بریتانیا است، یک بارونس است، اگرچه از این عنوان استفاده نمی‌کند.

## فیلم‌شناسی

### فیلم
| سال  | عنوان                                                  | نقش                   | یادداشت‌ها               |
| ---- | ------------------------------------------------------ | --------------------- | ----------------------- |
| ۱۹۷۸ | هالووین                                                | لوری استرود           |                         |
| ۱۹۸۰ | مه                                                     | الیزابت سولی          |                         |
| ۱۹۸۰ | شب پرام                                                | کیم هاموند            |                         |
| ۱۹۸۰ | قطار وحشت                                              | آلانا ماکسول          |                         |
| ۱۹۸۱ | فرار از نیویورک                                        | راوی / کامپیوتر (صدا) | ذکر نشده                |
| ۱۹۸۱ | بازی‌های جاده‌ای                                         | پاملا «هیچ» راشورث    |                         |
| ۱۹۸۱ | هالووین ۲                                              | لوری استرود           |                         |
| ۱۹۸۲ | هالووین ۳: فصل جادوگر                                  | اپراتور تلفن (صدا)    | ذکر نشده                |
| ۱۹۸۲ | به‌زودی                                                 | راوی                  | مستند                   |
| ۱۹۸۳ | اماکن تجاری                                            | اوفلیا                |                         |
| ۱۹۸۴ | نامه‌های عاشقانه                                        | آنا زمستان            |                         |
| ۱۹۸۴ | گرندویو، ایالات متحده                                  | میشل «مایک» کودی      |                         |
| ۱۹۸۴ | ماجراهای بوکارو بانزایی در بعد هشتم                    | ساندرا بانزای         | در نسخهٔ توسعه‌یافته      |
| ۱۹۸۵ | کمال                                                   | جسی ویلسون            |                         |
| ۱۹۸۷ | یک مرد عاشق                                            | سوزان الیوت           |                         |
| ۱۹۸۷ | گریس و چاک شگفت‌انگیز                                   | لین تیلور             |                         |
| ۱۹۸۸ | دومینیک و یوجین                                        | جنیفر رستون           |                         |
| ۱۹۸۸ | ماهی‌ای به نام وندا                                     | واندا گرشویتس         |                         |
| ۱۹۹۰ | فولاد آبی                                              | مگان ترنر             |                         |
| ۱۹۹۱ | منطق کویینز                                            | رحمت                  |                         |
| ۱۹۹۱ | دختر من                                                | شلی دووتو             |                         |
| ۱۹۹۲ | همیشه جوان                                             | کلر کوپر              |                         |
| ۱۹۹۳ | پسران مادران                                           | جودیت «جود» مادیگان   |                         |
| ۱۹۹۴ | دختر من ۲                                              | شلی دووتو سولتنفوس    |                         |
| ۱۹۹۴ | دروغ‌های حقیقی                                          | هلن تاسکر             |                         |
| ۱۹۹۶ | حبس خانگی                                              | جانت بیندورف          |                         |
| ۱۹۹۷ | موجودات درنده                                          | ویلا وستون            |                         |
| ۱۹۹۸ | میراث مالکوم                                           | سیرا کاهان            |                         |
| ۱۹۹۸ | هالووین اچ۲۰: ۲۰ سال بعد                               | لوری استرود / کری تیت |                         |
| ۱۹۹۹ | ویروس                                                  | کلی فاستر             |                         |
| ۲۰۰۰ | غرق‌شدن مونا                                            | رونا میس              |                         |
| ۲۰۰۱ | خیاط پاناما                                            | لوئیزا پندل           |                         |
| ۲۰۰۱ | بابا و آنها                                            | الین بوون             |                         |
| ۲۰۰۱ | رودلف گوزن شمالی دماغ‌قرمز و جزیره اسباب‌بازی‌های نامناسب | ملکه کامیلا (صدا)     |                         |
| ۲۰۰۲ | هالووین: رستاخیز                                       | لوری استرود           |                         |
| ۲۰۰۳ | جمعه عجیب                                              | تس کلمن / آنا کلمن    |                         |
| ۲۰۰۴ | کریسمس در کنار خانواده کرنک                            | نورا کرانک            |                         |
| ۲۰۰۵ | من و بچه                                               | خودش                  |                         |
| ۲۰۰۸ | بورلی هیلز چی‌واوا                                      | ویویان اش             |                         |
| ۲۰۱۰ | دوباره تو                                              | گیل بایر اولسن        |                         |
| ۲۰۱۱ | موتور کوچکی که می‌تواند                                 | بورلی (صدا)           |                         |
| ۲۰۱۲ | بر فراز تپه شقایق                                      | ریوکو ماتسوزاکی (صدا) | دوبله انگلیسی           |
| ۲۰۱۴ | ورونیکا مارس                                           | گیل باکلی             |                         |
| ۲۰۱۵ | لوازم یدکی                                             | مدیر کارن لوری        |                         |
| ۲۰۱۷ | هوندروس                                                | هیچ                   | تهیه‌کننده اجرایی        |
| ۲۰۱۸ | هالووین                                                | لوری استرود           | همچنین تهیه‌کننده اجرایی |
| ۲۰۱۸ | یک ضرر قابل قبول                                       | راشل برک              |                         |
| ۲۰۱۹ | چاقوکشی                                                | لیندا دریسدیل-ترومبی  |                         |
| ۲۰۲۱ | هالووین می‌کشد                                          | لوری استرود           | همچنین تهیه‌کننده اجرایی |
| ۲۰۲۲ | همه‌چیز همه‌جا به یکباره                                 | دیرره بوبیردرا        |                         |
| ۲۰۲۲ | هالووین به پایان می‌رسد                                 | لوری استرود           | پس‌تولید                 |
| ۲۰۲۳ | عمارت متروکه                                           | مادام لئوتا           | پس‌تولید                 |
| ۲۰۲۳ | سرزمین‌های مرزی                                         | دکتر پاتریشیا تانیس   | پس‌تولید                 |

| به آثاری اشاره دارد که در حال حاضر منتشر نشده‌اند | به آثاری اشاره دارد که در حال حاضر منتشر نشده‌اند |

### گزیدهٔ آثار تلویزیونی
| سال       | عنوان         | نقش                          | یادداشت‌ها                                           |
| --------- | ------------- | ---------------------------- | --------------------------------------------------- |
| ۱۹۷۷      | ستوان کلمبو   | پیشخدمت                      | اپیزود: «پرونده قتل هوش بالای آسمان بای-بای»        |
| ۱۹۷۸      | فرشتگان چارلی | لیندا فری                    | اپیزود: «پیروزی برای بازنده‌هاست»                    |
| ۱۹۹۸      | هدیه نیکلاس   | مگی گرین                     | فیلم تلویزیونی                                      |
| ۲۰۱۲      | ان‌سی‌آی‌اس      | دکتر سامانتا رایان           | ۵ قسمت                                              |
| ۲۰۱۲–۲۰۱۸ | دختر جدید     | جوآن دی                      | ۶ قسمت                                              |
| ۲۰۱۵–۲۰۱۶ | ملکه‌های جیغ   | کتی مونش                     | نقش اصلی؛ همچنین کارگردانی قسمت: «راپونزل، راپونزل» |
| ۲۰۲۰      | آرچر          | مامور پرگرین بروچستاین (صدا) | ۲ قسمت                                              |